# 존 플래너건 (육상 선수)
존 플래너건(John Flanagan, 1873년 1월 9일 ~ 1938년 6월 3일)은 아일랜드 출신 미국의 육상 선수이며, 3연속 하계 올림픽 해머 던지기 금메달리스트이다.
아일랜드 리머릭주의 킬브리디에서 태어나 1896년 미국으로 이민을 갔다. 당시 그는 이미 해머 던지기의 세계 기록을 보유하였다. 그는 뉴욕 육상 클럽과 아일랜드계 미국인 육상 클럽 둘다를 위해 나갔다.
1900년 파리 올림픽에서 새 국가를 대표한 플래너건은 대학생이 아닌 유일한 선수였으며, 해머 던지기에서 동료 선수 트럭스턴 헤어를 4.75m나 앞섰다. 헤어와 조시아 매크래켄은 둘다 펜실베이니아주의 대학 미식축구 선수였으며 각각 은메달과 동메달을 땄다. 플래너건은 원반던지기에도 나갔으며 7위를 하였다.
1903년 뉴욕 경찰국에 가입하였다. 1904년 세인트루이스 올림픽에서 168 피트, 1 인치의 세계 신기록을 세웠다. 56lb 던지기 종목에서는 2위를 하였다.
1905년 37 구역에 소속되어있는 동안 플래너건은 퀸스의 셀틱 공원에서 열린 경찰 육상 협회 경기에 나갔다.
1908년 런던 올림픽에서 그는 170 피트, 4.5 인치와 함께 자신의 기록을 깼다. 은메달은 다른 뉴욕 경찰관 매트 맥그래스에게 갔다. 플래너건은 줄다리기에 나가기도 하였다.
1910년 경찰직을 그만두고 이듬해 미국을 떠났다.
1924년 부친이 사망하자 아일랜드로 귀국하여 거기서 65세의 나이로 사망하였다.